# فيكتور دانييل برافو
فيكتور دانيال برافو دي سوتو فيرجارا (بالإسبانية: Víctor Bravo de Soto Vergara)، والمعروف اختصاراً باسم برافو (من مواليد 23 أغسطس 1983 في سرقسطة، أراغون)، هو لاعب كرة قدم إسباني، يلعب في مركز خط الوسط.

## وصلات خارجية
- فيكتور دانييل برافو على موقع قاعدة بيانات كرة القدم.إي يو (الإنجليزية)
- فيكتور دانييل برافو على موقع Soccerway.com (الإنجليزية)
- فيكتور دانييل برافو على موقع AS.com (الإسبانية)

- BDFutbol profile
- Futbolme profile (بالإسبانية)